# Kristina Bach/Diskografie
Diese Diskografie ist eine Übersicht über die musikalischen Werke der deutschen Schlagersängerin Kristina Bach und ihren Pseudonymen wie Tina von Laredo und Wonderbra. Den Schallplattenauszeichnungen zufolge hat sie bisher mehr als zwei Millionen Tonträger verkauft. Ihre erfolgreichste Veröffentlichung ist die Autorenbeteiligung Atemlos durch die Nacht mit über 1,1 Millionen verkauften Einheiten, wovon alleine in Deutschland über eine Million Einheiten verkauft wurden und es somit nicht nur zusammen mit Anton aus Tirol und Die längste Single der Welt zu den meistverkauften deutschsprachigen Schlagern, sondern auch zu den meistverkauften Singles des Landes zählt.

## Alben

### Studioalben
| Jahr | Titel                        | Höchstplatzierung, Gesamtwochen, AuszeichnungChartplatzierungen (Jahr, Titel, Platzierungen, Wochen, Auszeichnungen, Anmerkungen) | Höchstplatzierung, Gesamtwochen, AuszeichnungChartplatzierungen (Jahr, Titel, Platzierungen, Wochen, Auszeichnungen, Anmerkungen) | Höchstplatzierung, Gesamtwochen, AuszeichnungChartplatzierungen (Jahr, Titel, Platzierungen, Wochen, Auszeichnungen, Anmerkungen) | Anmerkungen                              |
| Jahr | Titel                        | DE | AT | CH | Anmerkungen                              |
| ---- | ---------------------------- | --- | --- | --- | ---------------------------------------- |
| 1988 | Musical, Musical, Musical    | — | — | — | Erstveröffentlichung: November 1988      |
| 1991 | Kristina Bach                | — | — | — | Erstveröffentlichung: November 1991      |
| 1993 | Ein bißchen näher zu dir     | DE75 (6 Wo.)DE | — | — | Erstveröffentlichung: 1. Mai 1993        |
| 1994 | Rendezvous mit dem Feuer     | — | — | — | Erstveröffentlichung: April 1994         |
| 1996 | Stimmen der Nacht            | — | AT35 (5 Wo.)AT | — | Erstveröffentlichung: 29. Februar 1996   |
| 1997 | …es kribbelt und es prickelt | — | — | — | Erstveröffentlichung: 8. September 1997  |
| 1999 | Ganz schön frech             | DE84 (2 Wo.)DE | — | — | Erstveröffentlichung: 10. Juli 1999      |
| 2001 | Scharf aufs Leben            | DE48 (3 Wo.)DE | — | — | Erstveröffentlichung: 5. März 2001       |
| 2002 | Liebe, was sonst!            | DE39 (4 Wo.)DE | AT53 (4 Wo.)AT | — | Erstveröffentlichung: 19. August 2002    |
| 2004 | Leb dein Gefühl              | DE45 (2 Wo.)DE | AT69 (1 Wo.)AT | — | Erstveröffentlichung: 8. Februar 2004    |
| 2006 | Die 1002. Nacht              | DE62 (2 Wo.)DE | AT54 (2 Wo.)AT | — | Erstveröffentlichung: 15. September 2006 |
| 2009 | Tagebuch einer Chaos-Queen   | DE64 (1 Wo.)DE | AT57 (2 Wo.)AT | — | Erstveröffentlichung: 19. Juni 2009      |
| 2010 | Tour d’Amour                 | DE50 (1 Wo.)DE | — | — | Erstveröffentlichung: 28. Mai 2010       |
| 2011 | Große Träume                 | — | — | — | Erstveröffentlichung: 25. März 2011      |
| 2014 | Leben ist Liebe!             | DE56 (1 Wo.)DE | AT69 (1 Wo.)AT | — | Erstveröffentlichung: 15. August 2014    |

### Kompilationen
| Jahr | Titel                   | Höchstplatzierung, Gesamtwochen, AuszeichnungChartplatzierungen (Jahr, Titel, Platzierungen, Wochen, Auszeichnungen, Anmerkungen) | Höchstplatzierung, Gesamtwochen, AuszeichnungChartplatzierungen (Jahr, Titel, Platzierungen, Wochen, Auszeichnungen, Anmerkungen) | Höchstplatzierung, Gesamtwochen, AuszeichnungChartplatzierungen (Jahr, Titel, Platzierungen, Wochen, Auszeichnungen, Anmerkungen) | Anmerkungen                             |
| Jahr | Titel                   | DE | AT | CH | Anmerkungen                             |
| ---- | ----------------------- | --- | --- | --- | --------------------------------------- |
| 1996 | Meine großen Erfolge    | — | AT46 (7 Wo.)AT | — | Erstveröffentlichung: 25. November 1996 |
| 2005 | Best of – Alles von mir | DE33 (10 Wo.)DE | AT15 (13 Wo.)AT | — | Erstveröffentlichung: 27. Mai 2005      |

Weitere Kompilationen
- 1992: Heißer Sand
- 1993: Schlager, Musicals, Evergreens
- 1993: Memory
- 1997: Evita (mit dem London Theater Ensemble)
- 1997: Heißer Sand
- 1997: Ihre Hits
- 1998: Das Beste von Kristina Bach
- 1998: Adieu
- 1999: Irgendwann
- 1999: Golden Stars
- 2000: Erfolge
- 2003: Die Engel sind los
- 2004: Nur das Beste – Die großen Erfolge 1989–1993
- 2006: Schlager & Stars
- 2007: Frauen können’s besser
- 2007: Gold-Stücke – Die größten Hits und Erfolge
- 2010: Küss’ mich mal richtig
- 2011: Große Träume – Best of De Luxe
- 2012: The Best of Kristina Bach

### Remixalben
| Jahr | Titel                                           | Höchstplatzierung, Gesamtwochen, AuszeichnungChartplatzierungen (Jahr, Titel, Platzierungen, Wochen, Auszeichnungen, Anmerkungen) | Höchstplatzierung, Gesamtwochen, AuszeichnungChartplatzierungen (Jahr, Titel, Platzierungen, Wochen, Auszeichnungen, Anmerkungen) | Höchstplatzierung, Gesamtwochen, AuszeichnungChartplatzierungen (Jahr, Titel, Platzierungen, Wochen, Auszeichnungen, Anmerkungen) | Anmerkungen                         |
| Jahr | Titel                                           | DE | AT | CH | Anmerkungen                         |
| ---- | ----------------------------------------------- | --- | --- | --- | ----------------------------------- |
| 2008 | Best of – Dance Remix (Zeitreise der Emotionen) | DE61 (1 Wo.)DE | — | — | Erstveröffentlichung: 27. Juni 2008 |

Weitere Remixalben
- 2009: Du bist verrückt, dass Du mich liebst (Chaos-Königin)

### Weihnachtsalben
- 1999: Tausend kleine Winterfeuer
- 2007: Sterne leuchten auch im Winter

## Singles

### Als Leadmusikerin
| Jahr | Titel Album                                                        | Höchstplatzierung, Gesamtwochen, AuszeichnungChartplatzierungen (Jahr, Titel, Album, Platzierungen, Wochen, Auszeichnungen, Anmerkungen) | Höchstplatzierung, Gesamtwochen, AuszeichnungChartplatzierungen (Jahr, Titel, Album, Platzierungen, Wochen, Auszeichnungen, Anmerkungen) | Höchstplatzierung, Gesamtwochen, AuszeichnungChartplatzierungen (Jahr, Titel, Album, Platzierungen, Wochen, Auszeichnungen, Anmerkungen) | Anmerkungen                        |
| Jahr | Titel Album                                                        | DE | AT | CH | Anmerkungen                        |
| ---- | ------------------------------------------------------------------ | --- | --- | --- | ---------------------------------- |
| 1991 | Antonio Kristina Bach                                              | DE53 (10 Wo.)DE | — | — | Erstveröffentlichung: Mai 1991     |
| 1992 | Caballero Caballero Ein bißchen näher zu dir                       | DE57 (7 Wo.)DE | — | — | Erstveröffentlichung: April 1992   |
| 1993 | Er schenkte mir den Eiffelturm Ein bißchen näher zu dir            | DE57 (10 Wo.)DE | — | — | Erstveröffentlichung: 1. März 1993 |
| 1993 | Ich will nicht länger dein Geheimnis sein Ein bißchen näher zu dir | DE64 (1 Wo.)DE | — | — | Erstveröffentlichung: Juli 1993    |
| 1994 | Tango mit Fernando Rendezvous mit dem Feuer                        | DE66 (9 Wo.)DE | — | — | Erstveröffentlichung: 1. März 1994 |
| 1994 | Avanti Avanti Rendezvous mit dem Feuer                             | DE93 (3 Wo.)DE | — | — | Erstveröffentlichung: 1. Juli 1994 |

Weitere Singles
| - 1983: Donna Maria - 1984: Heißer Sand - 1985: Allein auf einem Stern - 1986: Irgendwann … Hand in Hand - 1989: Eldorado - 1990: Charly - 1990: Erst ein Cappuccino - 1991: Alle Sterne von Athen - 1993: Da war das Feuer einer Sommernacht - 1995: Und die Erde steht still - 1995: Hörst du denn noch immer Al Martino - 1996: Stimmen der Nacht - 1996: Verdammt zur Sehnsucht - 1996: Dann bist du für mich da - 1997: Ein Hauch Jamaica - 1997: Gib nicht auf (mit Drafi Deutscher) - 1998: Schiffbruch in meiner Seele - 1998: Es kribbelt und es prickelt - 1999: Hey, ich such’ hier nicht den größten Lover - 1999: Ganz schön sexy - 1999: Mein kleiner Prinz (mit Jeanette Biedermann) - 2000: Rio de Janeiro - 2000: Männer sind doch schließlich zum Vergnügen da - 2001: Unverschämte blaue Augen - 2001: Davon stirbt man nicht - 2001: Du gehst mir langsam unter die Haut - 2002: Latino, Latino - 2002: Wahre Lügen | - 2002: Auf dünnem Eis getanzt - 2003: Fliegst du mit mir zu den Sternen - 2004: Die Erde hat mich wieder - 2004: Keine Nacht war zu viel - 2004: Du bist verrückt, dass du mich liebst - 2005: Du machst eine Frau erst zur Frau - 2005: Reden ist Silber und Küssen Gold - 2006: Alles von mir - 2006: Bin kein Engel - 2006: Warum geh’n, wenn man fliegen kann - 2007: Jimmy, ich hab dich geliebt - 2007: Tränen machen stark - 2008: Küss mich, küss mich - 2009: Du warst doch mal mein Mann - 2009: Der letzte Schmetterling (Fly Away) - 2009: Bis unser Leuchtturm nicht mehr brennt - 2010: Ein Sonntag im Pyjama - 2010: Tour d’Amour - 2010: Tanz auf dem Seil - 2011: Das geht noch immer unter die Haut - 2011: Solitaire - 2011: Alle Sprachen der Welt - 2012: Sonne im Gefühl - 2012: Alles egal - 2014: Dein Vielleicht hat nicht gereicht - 2014: Take a Breath - 2014: Der letzte Stern - 2015: Kaffee ohne Koffein |

### Als Gastmusikerin
- 1990: Charly (Tanzorchester Felix Gary mit Kristina Bach)
- 1990: Do You Remember (Tanzorchester Felix Gary mit Kristina Bach)
- 1990: Insieme (Tanzorchester Felix Gary mit Kristina Bach)
- 1990: Johnny (Tanzorchester Felix Gary mit Kristina Bach)
- 1990: Locomotion (Tanzorchester Felix Gary mit Kristina Bach)
- 1990: Melodie d’amour (Tanzorchester Felix Gary mit Kristina Bach)
- 1993: Wer die Augen schließt (wird nie die Wahrheit seh’n) (als Teil von Mut zur Menschlichkeit)
- 1992: Phantom of the Opera (Techno House Remixes) (Harajuku feat. Kristina Bach)
- 1997: Quelli Come Me (DJ Enzo feat. Kristina Bach)

## Videoalben
- 2007: Die 1002. Nacht

## Autorenbeteiligungen und Produktionen
Kristina Bach als Autorin (A) und Produzentin (P) in den Charts

| Jahr | Titel Interpretation                                                                      | Höchstplatzierung, Gesamtwochen, AuszeichnungChartplatzierungen (Jahr, Titel, Interpretation, Platzierungen, Wochen, Auszeichnungen, Anmerkungen) | Höchstplatzierung, Gesamtwochen, AuszeichnungChartplatzierungen (Jahr, Titel, Interpretation, Platzierungen, Wochen, Auszeichnungen, Anmerkungen) | Höchstplatzierung, Gesamtwochen, AuszeichnungChartplatzierungen (Jahr, Titel, Interpretation, Platzierungen, Wochen, Auszeichnungen, Anmerkungen) | Anmerkungen                                                   | [↑]: gemeinsam behandelt mit vorhergehendem Eintrag; [←]: in beiden Charts platziert |
| Jahr | Titel Interpretation                                                                      | DE | AT | CH | Anmerkungen                                                   |                                                                                      |
| ---- | ----------------------------------------------------------------------------------------- | --- | --- | --- | ------------------------------------------------------------- | ------------------------------------------------------------------------------------ |
| 1991 | Antonio P Kristina Bach                                                                   | DE53 (10 Wo.)DE | — | — | Erstveröffentlichung: Mai 1991                                |                                                                                      |
| 1992 | Und heut’ Nacht will ich tanzen A Michelle                                                | DE70 (6 Wo.)DE | — | — | Erstveröffentlichung: September 1992                          |                                                                                      |
| 1993 | Prinz Eisenherz A Michelle                                                                | DE94 (1 Wo.)DE | — | — | Erstveröffentlichung: 10. Mai 1993                            |                                                                                      |
| 1993 | Erste Sehnsucht A Michelle                                                                | DE85 (3 Wo.)DE | — | — | Erstveröffentlichung: 11. Oktober 1993                        |                                                                                      |
| 1994 | Silbermond und Sternenfeuer A Michelle                                                    | DE77 (5 Wo.)DE | — | — | Erstveröffentlichung: 21. August 1994                         |                                                                                      |
| 1995 | Kopfüber in die Nacht A Michelle                                                          | DE100 (1 Wo.)DE | — | — | Erstveröffentlichung: 6. November 1995                        |                                                                                      |
| 2000 | Go Back A Jeanette                                                                        | DE8 Gold · (20 Wo.)DE | AT59 (3 Wo.)AT | CH16 (15 Wo.)CH | Erstveröffentlichung: 25. September 2000 Verkäufe: + 250.000  |                                                                                      |
| 2001 | Will You Be There A Jeanette                                                              | DE28 (9 Wo.)DE | AT49 (5 Wo.)AT | CH73 (5 Wo.)CH | Erstveröffentlichung: 12. Februar 2001                        |                                                                                      |
| 2001 | How It’s Got to Be A Jeanette                                                             | DE7 Gold · (18 Wo.)DE | AT22 (18 Wo.)AT | CH22 (12 Wo.)CH | Erstveröffentlichung: 1. Oktober 2001 Verkäufe: + 250.000     |                                                                                      |
| 2002 | No More Tears A Jeanette                                                                  | DE9 (15 Wo.)DE | AT15 (13 Wo.)AT | CH43 (11 Wo.)CH | Erstveröffentlichung: 25. Februar 2002                        |                                                                                      |
| 2002 | Sunny Day A Jeanette                                                                      | DE12 (12 Wo.)DE | AT33 (13 Wo.)AT | CH87 (3 Wo.)CH | Erstveröffentlichung: 24. Juni 2002                           |                                                                                      |
| 2002 | Rock My Life A Jeanette                                                                   | DE3 Gold · (16 Wo.)DE | AT6 (19 Wo.)AT | CH37 (15 Wo.)CH | Erstveröffentlichung: 14. Oktober 2002 Verkäufe: + 250.000    |                                                                                      |
| 2003 | It’s Over Now A Jeanette                                                                  | DE6 (12 Wo.)DE | AT18 (14 Wo.)AT | CH63 (4 Wo.)CH | Erstveröffentlichung: 3. März 2003                            |                                                                                      |
| 2003 | Right Now A Jeanette                                                                      | DE4 (15 Wo.)DE | AT11 (15 Wo.)AT | CH45 (10 Wo.)CH | Erstveröffentlichung: 16. Juni 2003                           |                                                                                      |
| 2003 | Rockin’ on Heaven’s Floor A Jeanette                                                      | DE3 (14 Wo.)DE | AT6 (19 Wo.)AT | CH6 (14 Wo.)CH | Erstveröffentlichung: 13. Oktober 2003                        |                                                                                      |
| 2004 | No Eternity A Jeanette                                                                    | DE9 (9 Wo.)DE | AT40 (6 Wo.)AT | CH43 (7 Wo.)CH | Erstveröffentlichung: 8. März 2004                            |                                                                                      |
| 2004 | Hold the Line A Jeanette                                                                  | DE11 (10 Wo.)DE | AT27 (8 Wo.)AT | — | Erstveröffentlichung: 28. Juni 2004                           |                                                                                      |
| 2004 | Run with Me A Jeanette                                                                    | DE3 (12 Wo.)DE | AT14 (13 Wo.)AT | CH24 (10 Wo.)CH | Erstveröffentlichung: 8. November 2004                        |                                                                                      |
| 2004 | The Infant Light A Jeanette                                                               | DE11 (9 Wo.)DE | — | CH59 (4 Wo.)CH | Erstveröffentlichung: 6. Dezember 2004                        |                                                                                      |
| 2008 | Lass mich in dein Leben A Helene Fischer                                                  | DE38 (9 Wo.)DE | — | — | Erstveröffentlichung: 30. Mai 2008                            |                                                                                      |
| 2009 | Goodbye Michelle A, P Michelle                                                            | — | AT75 (1 Wo.)AT | — | Erstveröffentlichung: 4. September 2009                       |                                                                                      |
| 2011 | Seele unter Eis A, P Annemarie Eilfeld                                                    | DE67 (1 Wo.)DE | — | — | Erstveröffentlichung: 10. Juni 2011                           |                                                                                      |
| 2011 | Phänomen A Helene Fischer                                                                 | DE49 Gold · (12 Wo.)DE | — | CH71 (1 Wo.)CH | Erstveröffentlichung: 7. Oktober 2011 Verkäufe: + 150.000     |                                                                                      |
| 2013 | Wie geil ist das denn? A Die Cappuccinos                                                  | DE72 (2 Wo.)DE | — | — | Erstveröffentlichung: 8. März 2013                            |                                                                                      |
| 2013 | Atemlos durch die Nacht A Helene Fischer                                                  | DE3 Diamant · (… Wo.)DE | AT1 ×4Vierfachplatin · (98 Wo.)AT | CH2 Platin · (80 Wo.)CH | Erstveröffentlichung: 29. November 2013 Verkäufe: + 1.150.000 |                                                                                      |
| 2013 | Atemlos durch die Nacht (10 Year Anniversary Version) A Helene Fischer feat. Shirin David | DE1 (11 Wo.)DE[AT: ↑] | AT1 ×4Vierfachplatin · (98 Wo.)AT | CH14 (1 Wo.)CH | Erstveröffentlichung: 24. November 2023                       |                                                                                      |
| 2018 | Flieger A Helene Fischer                                                                  | DE19 (3 Wo.)DE | — | CH12 (4 Wo.)CH | Erstveröffentlichung: 16. März 2018                           |                                                                                      |

## Boxsets
- 2006: …es kribbelt und es prickelt / Scharf aufs Leben

## Statistik

### Chartauswertung
|                     | DE     | AT    | CH    |
| ------------------- | ------ | ----- | ----- |
| Nummer-eins-Alben   | DE—DE  | AT—AT | CH—CH |
| Top-10-Alben        | DE—DE  | AT—AT | CH—CH |
| Alben in den Charts | DE11DE | AT8AT | CH—CH |

|                       | DE    | AT    | CH    |
| --------------------- | ----- | ----- | ----- |
| Nummer-eins-Singles   | DE—DE | AT—AT | CH—CH |
| Top-10-Singles        | DE—DE | AT—AT | CH—CH |
| Singles in den Charts | DE6DE | AT—AT | CH—CH |

|                       | DE     | AT     | CH     |
| --------------------- | ------ | ------ | ------ |
| Nummer-eins-Singles   | DE1DE  | AT1AT  | CH—CH  |
| Top-10-Singles        | DE11DE | AT3AT  | CH2CH  |
| Singles in den Charts | DE25DE | AT14AT | CH16CH |

|                       | DE    | AT    | CH    |
| --------------------- | ----- | ----- | ----- |
| Nummer-eins-Singles   | DE—DE | AT—AT | CH—CH |
| Top-10-Singles        | DE—DE | AT—AT | CH—CH |
| Singles in den Charts | DE2DE | AT1AT | CH—CH |

### Auszeichnungen für Musikverkäufe
Anmerkung: Auszeichnungen in Ländern aus den Charttabellen bzw. Chartboxen sind in ebendiesen zu finden.
| Land/RegionAuszeichnungen für Musikverkäufe (Land/Region, Auszeichnungen, Verkäufe, Quellen) | Gold     | Platin     | Diamant  | Verkäufe  | Quellen           |
| -------------------------------------------------------------------------------------------- | -------- | ---------- | -------- | --------- | ----------------- |
| Deutschland (BVMI)                                                                           | 4× Gold4 | —          | Diamant1 | 1.900.000 | musikindustrie.de |
| Österreich (IFPI)                                                                            | —        | 4× Platin4 | —        | 120.000   | ifpi.at           |
| Schweiz (IFPI)                                                                               | —        | Platin1    | —        | 30.000    | hitparade.ch      |
| Insgesamt                                                                                    | 4× Gold4 | 5× Platin5 | Diamant1 |           |                   |